# Тарауаси
Тарауаси (кечуа Tarawasi, Tarahuasi) — археологический памятник, город-крепость эпохи инков в Перу, регион Куско, провинция Анта, округ Лиматамбо на высоте 2700 м над уровнем моря. Входит в состав более крупного археологического комплекса.
Находится на известном туристическом маршруте — «Тропе инков». Название с кечуа переводится как «Дом тары» («тара» — местное название небольшого деревца Caesalpinia spinosa).